# Triplano

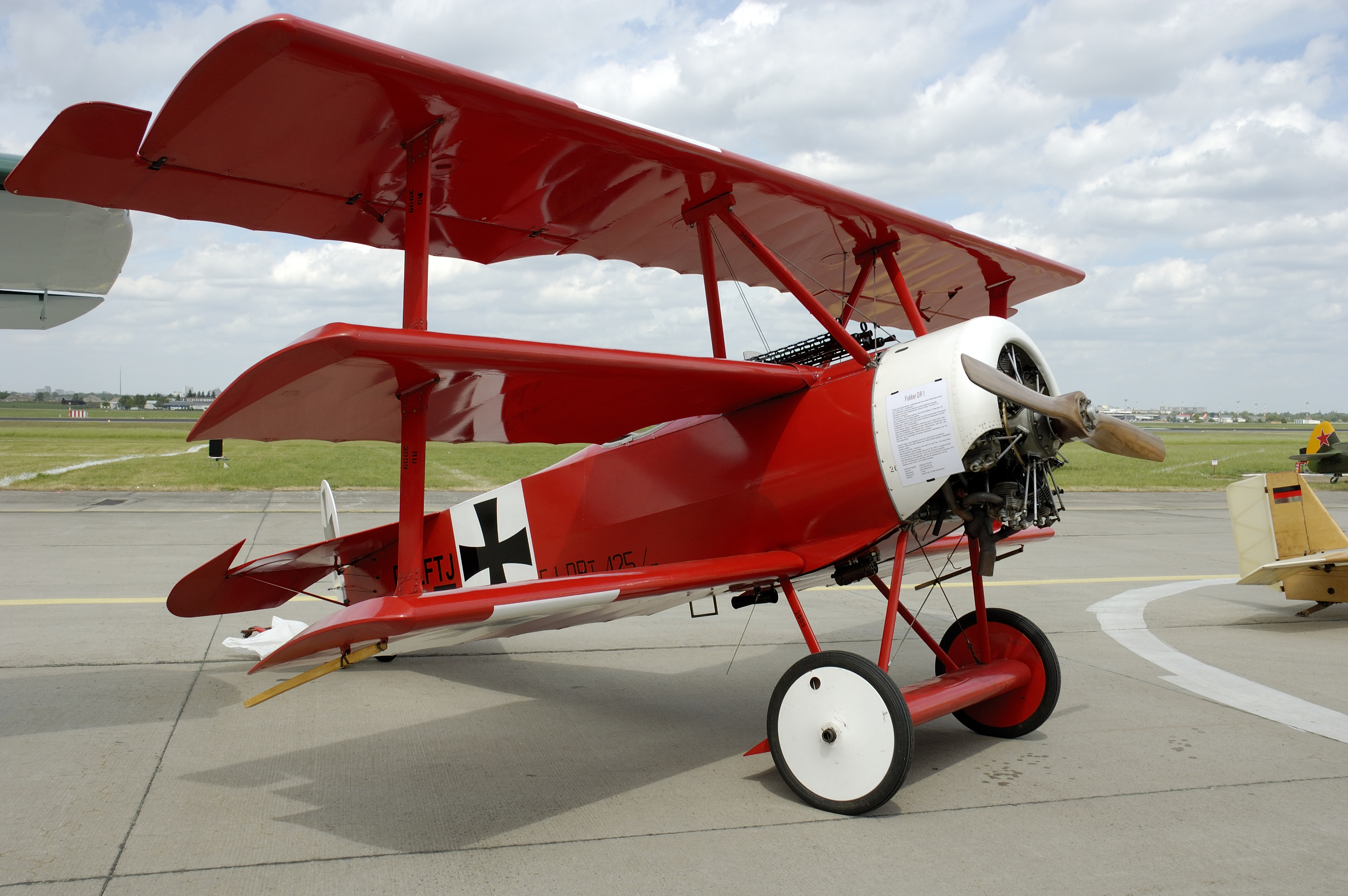
Il Fokker Dr.I, il più famoso triplano della storia.

Il triplano è un aereo equipaggiato con tre ali, ognuna di uguale dimensione e montate una sopra l'altra. Di solito l'ala più bassa è montata in corrispondenza del bordo inferiore della fusoliera, l'ala centrale in corrispondenza del bordo superiore e l'ala superiore è sorretta da strutture montate sulla fusoliera.

## Storia
Durante la prima guerra mondiale alcune industrie aeronautiche concepirono questo tipo di configurazione nel tentativo di aumentare la manovrabilità degli aerei da caccia, penalizzandone però la velocità e aumentandone la resistenza. Le esperienze di guerra dimostrarono però che questo tipo di aerei erano raramente superiori nelle prestazioni ai biplani, e solo pochi modelli furono prodotti in massa. La configurazione a tre ali fu provata anche su alcuni bombardieri pesanti come il Witteman-Lewis XNBL-1 Barling Bomber e su alcuni caccia anti-zeppelin della RAF.
Il Sopwith Triplane fu il primo triplano a entrare in servizio durante la prima guerra mondiale, seguito dal più famoso Fokker Dr.I pilotato dal "Barone Rosso" Manfred von Richthofen. Nonostante l'immagine del Dr.I sia automaticamente associata al Barone Rosso, quest'ultimo non ne era pienamente soddisfatto, a causa delle carenze mostrate rispetto agli ultimi modelli di caccia della RAF.
Con la fine della Grande Guerra, la configurazione a tre ali non fu più prodotta, perché complessivamente non portava alcun vantaggio tangibile rispetto ai biplani.
Negli ultimi anni il termine triplano in tandem si usa per quegli aerei che presentano alette canard aggiuntive alla classica configurazione "Ala" + "Piani di coda" per aumentare la manovrabilità. Alcuni di questi aerei sono il Sukhoi Su-47  o il Piaggio P180 Avanti. Tale definizione non si estende a quegli aerei canard che presentano la sola ala a delta, come Eurofighter Typhoon o Saab 37 Viggen.